# Онгон

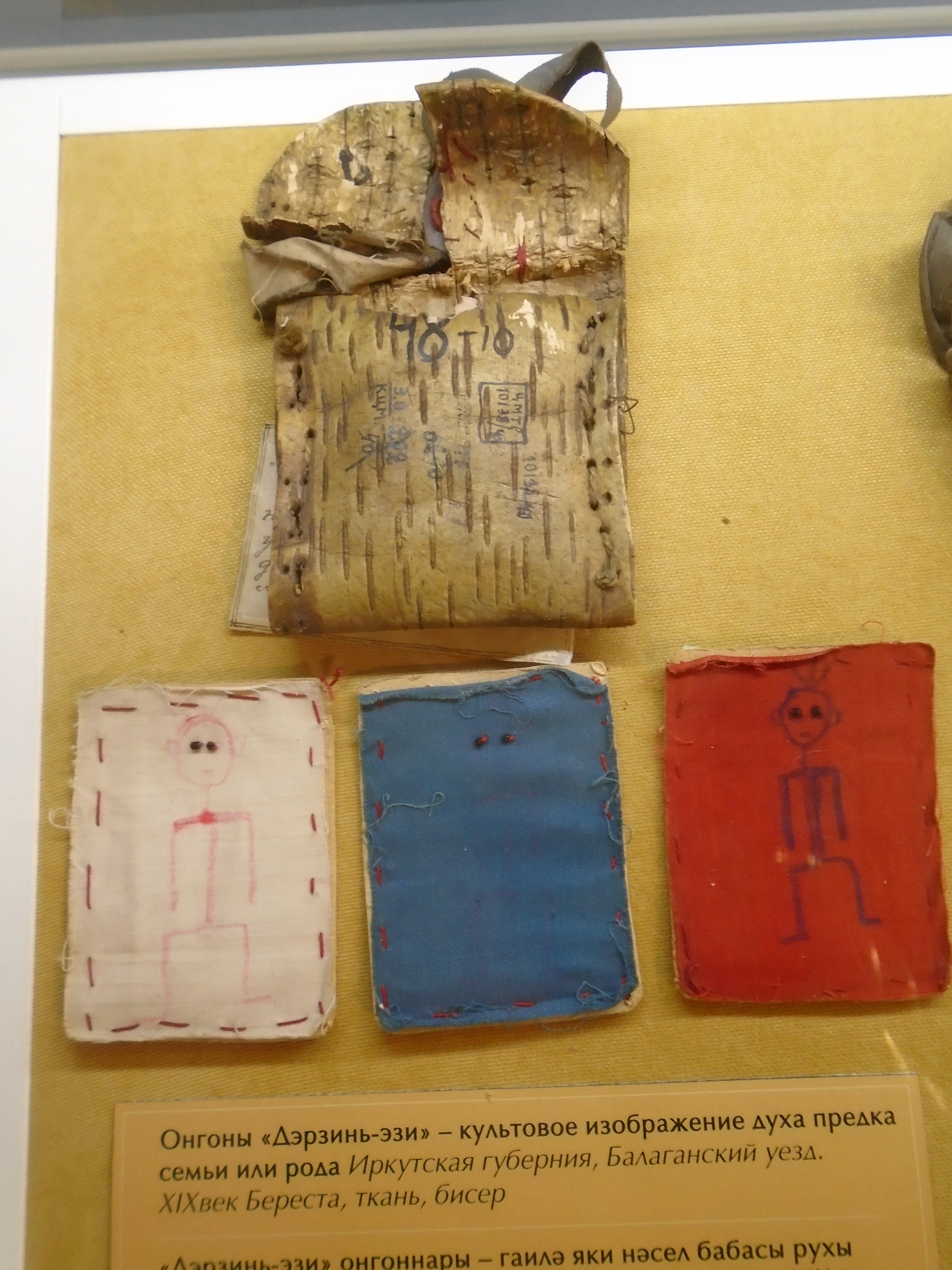
Онгоны с изображениями предков рода

Онгон — дух предка семьи или рода, его культовое изображение ("лекан" - домик) в культуре монгольских и тюркских народов. 
У башкир онгон — тотемное животное, птица или дерево; элемент доисламских верований, являлся одним из основных сакральных родоплеменных атрибутов.
Онгоны бытуют как животные: волк, конь, олень; птицы — беркут, кречет, ястреб, журавль, ворона, сорока, филин, коршун; деревья — ель, дуб, ветла, вяз, рябина, ольха, берёза, лиственница, сосна, можжевельник.
Считалось, что душа человека после его смерти перемещается в родовое дерево, затем в образе птицы достигает «верхнего мира». По поверьям, онгоны оказывали помощь роду в случае опасности, указывали дорогу, помогали добывать огонь. Появление онгона (птицы в небе или животного на земле) перед началом мероприятий, во время боевых походов и сражений считалось благоприятным знаком.
Части онгонов (волчьи клыки, рога оленя, кости, перья птиц, части дерева и др.) использовали в качестве оберегов. Онгоном также называют изображение, иконографический знак духа, божества. Онгоны считаются вместилищем духов умерших предков. Делаются из дерева, шерсти, меха, кожи, войлока, металла и ткани. Различают онгоны мужские и женские, родовые и семейные, скотоводческие, кузнечные и др. У бурят-шаманистов онгон — божество и дух. В шаманской мифологии монгольских народов онгоны — умершие предки и их духи.
Самые известные онгоны действуют в земной сфере: эжин всей земли (дэлхэйн дайдын эзэн - бур.) — богиня Этуген (дарует богатства и плодородие), хозяин тайги — Баян Хангай, хозяин вод — уhан Лусад хан, хозяева крупных рек и озёр (Ангары — Ама сагаан ноён, Селенги — Бухэ баатар ноён, Иркута — Эмниг сагаан ноён, Лены — Ажирай ноён, Байкала — Бахар хара ноён), божества небесных тел и воздушных явлений (Хухэ Мунхэ Тэнгэри, Тэнгэри и др.), хозяин подземного царства — Эрлик.
К главным онгонам относятся души умерших шаманов, ставшие небожителями и охраняющие покой своих потомков. С онгонами были связаны различные обряды и запреты.